# Норт Пембрук (Масачусетс)
Норт Пембрук (енгл. North Pembroke) насељено је место без административног статуса у америчкој савезној држави Масачусетс.

## Демографија
По попису из 2010. године број становника је 3.292, што је 379 (13,0%) становника више него 2000. године.
| Група             | 2000.         | 2010.         |
| Белци             | 2.823 (96,9%) | 3.102 (94,2%) |
| Афроамериканци    | 13 (0,4%)     | 23 (0,7%)     |
| Азијати           | 29 (1,0%)     | 61 (1,9%)     |
| Хиспаноамериканци | 21 (0,7%)     | 39 (1,2%)     |
| Укупно            | 2.913         | 3.292         |